# Малверн (Ајова)
Малверн (енгл. Malvern) град је у америчкој савезној држави Ајова. По попису становништва из 2010. у њему је живело 1.142 становника.

## Демографија
Према попису становништва из 2010. у граду је живело 1.142 становника, што је -114 (-9.1%) становника више него 2000. године.
| Група             | 2000.         | 2010.         |
| Белци             | 1.235 (98,3%) | 1.109 (97,1%) |
| Афроамериканци    | 1 (0,1%)      | 3 (0,3%)      |
| Азијати           | 1 (0,1%)      | 2 (0,2%)      |
| Хиспаноамериканци | 5 (0,4%)      | 9 (0,8%)      |
| Укупно            | 1.256         | 1.142         |